# Planorbella campanulata
Planorbella campanulata är en snäckart som först beskrevs av Thomas Say 1821.  Planorbella campanulata ingår i släktet Planorbella och familjen posthornssnäckor. IUCN kategoriserar arten globalt som livskraftig.

## Underarter
Arten delas in i följande underarter:
- P. c. collinsi
- P. c. campanulata